# Al-Khaleej Football Club
Pour les articles homonymes, voir Al Khaleej.
Maillots
Actualités
Dernière mise à jour : 8 décembre 2024.
L'Al-Khaleej Football Club (en arabe : نادي الخليج بسيهات), plus couramment abrégé en Al-Khaleej, est un club saoudien de football fondé en 1945 et basé dans la ville de Saihat.

## Palmarès
| Compétitions nationales                                                                                                   |
| --- |
| - Championnat d'Arabie saoudite de deuxième division (1) - Champion : 2005-2006 - Vice-champion : 2002-2003 et 2013-2014. |